# Carl-Gustaf Rossby Research Medal
Die Carl-Gustaf Rossby Research Medal ist eine jährlich vergebene Auszeichnung für Meteorologie (Verständnis von Struktur und Verhalten der Atmosphäre) der American Meteorological Society. Sie ist die höchste Auszeichnung der Gesellschaft für Wissenschaft der Atmosphäre, ist nach Carl-Gustaf Rossby benannt und wird seit 1951 vergeben. Bis 1958 hieß sie Prize for Extraordinary Scientific Achievement.

## Preisträger
Jeweils mit offizieller Begründung.
- 1951: Hurd Curtis Willett für seine Beiträge zur synoptischen Meteorologie und speziell für unser Verständnis der großräumigen Zirkulationsmuster der Atmosphäre (for his contributions to synoptic meteorology, and in particular to our understanding of the large-scale circulation patterns of the atmosphere).
- 1953: Carl-Gustaf Rossby für seine Beiträge zur dynamischen Meteorologie die zu einem besseren Verständnis der atmosphärischen Strömungen und der atmosphärischen Thermodynamik führten (for his contributions to dynamic meteorology leading to a better understanding of atmospheric motions and thermodynamics9.
- 1955: Jerome Namias für seine Beiträge zu und seiner Anregung von Forschung über Prinzipien und Anwendung von ausgedehnten langreichweitigen Vorhersagetechniken (for his contributions to, and stimulation of, research in the principles and application of extended and long-range forecasting techniques).
- 1956: John von Neumann für seine weitsichtigen Beiträge zur Meteorologie und der Entwicklung ovn Computern mit meteorologischen Anwendungen und für die Organisation und Unterstützung der ersten Forschungsgruppe für numerische Wettervorhersage (for his farsighted contribution to the science of meteorology and the national interests in developing the modern, high-speed electronic computer with meteorological application as an ultimate aim, and for his support and encouragement in organizing the world's first research group in numerical weather prediction).
- 1960: Jacob Bjerknes und Erik Palmén für ihre Pionierarbeit und Forschungsbeiträge zur atmosphärischen Dynamik und synoptischen Aerologie, die ein allgemeines Bild der Zirkulation der Atmosphäre lieferten (for their pioneering and distinguished research contributions in atmospheric dynamics and synoptic aerology, which have given a unified picture of the general circulation of the atmosphere).
- 1961: Victor P. Starr für mehr als zehn Jahre herausragende Grundlagenforschung zum besseren Verständnis der allgemeinen Zirkulation der Atmosphäre (for his more than a decade of outstanding fundamental research leading to a better understanding of the general circulation of the atmosphere).
- 1962: Bernhard Haurwitz für die wichtigen Fortschritte aufgrund seiner Forschung in dynamischer Meteorologie über eine breite Palette von Phänomenen, unter vielen Anderen den Langwellen in der Westwindzone, der Zirkulation in der oberen Atmosphäre, lokale und tägliche Phänomene und Hurrikane (for the substantial advances due to his research in dynamic meteorology over a wide range of subjects, including among many the long waves in the westerlies, the circulation of the high atmosphere, local and diurnal effects, and hurricanes).
- 1963: Harry Wexler (posthum), für seine Beiträge zur Kenntnis der Wärmebilanz der Atmosphäre und dynamischer Erzeugung von Antizyklonen, für seine interdisziplinären Studien in Meteorologie, Ozeanographie und Glaziologie und für seine herausragende Führung internationaler Programme in der Meteorologie (for his contributions to knowledge of the atmosphere heat balance and dynamic anticyclogenesis, for his interdisciplinary studies in meteorology, oceanography, and glaciology, and for his outstanding leadership in international programs in the atmospheric sciences).
- 1964: Jule G. Charney für die lange und herausragende Liste seiner Beiträge  zur theoretischen Meteorologie und der Wissenschaft der Atmosphäre. Neben seiner Rolle als wichtiger wissenschaftlicher Anreger in der Entwicklung dynamischer Wettervorhersage führte die Forschung von Professor Charney zu einem fundamentaleren Verständnis der allgemeinen Zirkulation der Atmosphäre, hydrodynamischer Instabilitäten, der Struktur von Hurrikanen, der Dynamik von Meeresströmungen, der Ausbreitung von Wellenenergie und vieler anderer Aspekte geophysikalischer Hydrodynamik. In seiner wissenschaftlichen Breite und Tiefe trug die Arbeit von Prof. Charney wesentlich zum Status der Meteorologie als exakter Wissenschaft bei (for his long and distinguished record of outstanding contributions to theoretical meteorology and related atmospheric sciences. Apart from acting as a strong scientific stimulus to the development of dynamical weather prediction, Professor Charney's research has led the way to a more fundamental understanding of the atmosphere's general circulation, hydrodynamical instability, the structure of hurricanes, the dynamics of ocean currents, the propagation of wave energy, and many other aspects of geophysical fluid mechanics. In its scientific depth and breadth, Professor Charney's work has contributed significantly to the study of meteorology as an exact science).
- 1965: Arnt Eliassen für seine vielen wichtigen Beiträge zur dynamischen Meteorologie, die eine Eleganz und Klarheit in das Forschungsfeld brachten. Darunter sind seine Forschungen zu freien und thermisch getriebenen Zirkulationen, zur numerischen Wettervorhersage, zur Entstehung von Fronten und der Ausbreitung von Scher- und akustischen Schwerewellen in geschichteten Medien hervorzuheben (for his many important contributions to dynamical meteorology, through which he has brought a new elegance and clarity into the subject. Noteworthy among these are his research on free and thermally driven circulations, on numerical weather prediction, on frontogenesis, and on shear and gravitational–acoustic wave propagation in stratified media).
- 1966: Zdeněk Sekera für seine vielen Beiträge zur Dynamik der Atmosphäre, darunter Studien zu Wellen an Grenzflächen, der Dynamik des Jet-Stream und insbesondere seine Studien zu Helligkeit und Polarization des Streulichts in der Atmosphäre, die zu einer Erweiterung und Anwendung der allgemeinen Theorie des Strahlungstransports von Subramanyan Chandrasekhar führten und dessen Anwendung auf atmosphärische Phänomene. Das führte zur Berechnung von Tafelwerken von Sekera und Mitarbeitern, die nach den Worten von Chandrasekhar zu einer vollständigen Lösung des ursprünglich von Lord Rayleigh 1871 formulierten Problems des Himmelsblaus führten (for his numerous contributions to the dynamics of the atmosphere, which comprise studies of waves at interfaces, of the dynamics of the atmospheric jet stream, and especially of the brightness and polarization of sky light in a scattering atmosphere which led to the extension and application of Chandrasekhar's general theory of radiative transfer to atmospheric problems. This work led to the computation of tables by Sekera and his coworkers. With the publication of these tables, in Chandrasekhar's words, „The problem that was formulated by Rayleigh in 1871 has now at last found its complete solution“).
- 1967: Dave Fultz  für seine herausragenden Pionier-Forschungen der letzten 20 Jahre, die zu experimentellen Labor-Techniken in der dynamischen Meteorologie führten. Durch deren Beispiel und ihre Verwendung in der Lehre waren diese Techniken die Wurzel fast aller bisheriger Modell-Studien zur allgemeinen Zirkulation (for his outstanding and pioneering research over the past 20 years, which has resulted in laboratory experimental techniques in dynamic meteorology. Through example and personal instruction, these techniques have been the root of nearly all of the modeling studies of the general circulation that have been carried out to date).
- 1968: Verner E. Suomi für seine Vorstellungskraft, seinen Einfallsreichtum und sein Geschick in der Entwicklung verschiedener meteorologischer Sensoren, die die Satelliten-Meteorologie vom Traum zur Realität werden ließen. Seine Spin Scan Camera hat uns den umfassendsten Blick auf die Atmosphäre als Ganzes geliefert und hat bereits zur Überarbeitung der Vorstellungen über die Zirkulation in der unteren Atmosphäre geführt (for his imagination, ingenuity, and versatility in conceiving and designing diverse meteorological sensors which have helped to transform the satellite as a meteorological probe from a dream to a reality. His Spin-Scan camera has given us our most comprehensive views of the atmosphere as an entity, and has already led to revised ideas concerning the circulation in lower latitudes).
- 1969: Edward N. Lorenz für seine grundlegenden Innovationen in dynamischer Meteorologie und seine erhellenden Sichtweisen zur Förderung des Verständnisses der Atmosphäre als physikalischem System (for his fundamental innovations in dynamic meteorology and his enlightening perspectives in advancing our understanding of the atmosphere as a physical system).
- 1970: Hsiao-Lan Kuo für seine Grundlagenforschung in atmosphärischer Dynamik, von seiner Dissertation über die Stabilität barotropischer Flüsse über Forschung zu allgemeiner Zirkulation, Theorie der Bildung von Hurrikanen, thermischer Konvektion, Wechselwirkung der Atmosphäre mit der Erdoberfläche und viele andere bedeutende Themen (for his fundamental research in atmospheric dynamics, beginning with his thesis on the stability of barotropic flow and continuing on the general circulation, the theory of hurricane formation, thermal convection, interaction of the atmosphere with the earth's surface, and on many other topics of great importance).
- 1971: Norman A. Phillips für seine Einführung neuer Forschungsrichtungen die das Gebiet dynamischer Meteorologie erweiterten, seine Entwicklung eines Zwei-Schichten-Modells, das die numerische Vorhersage in Entstehung begriffener Systeme ermöglichte, und die Diagnose nichtlinearer Instabilitäten und Methoden, mit diesen umzugehen, was die numerische Simulation allgemeiner Zirkulation ermöglichte. Zuvor hatte er Pionierarbeit darin geleistet, diese auf Systeme unendliche Ausdehnung auszuweiten. (for his introduction of new lines of study which have served to enlarge the scope of dynamic meteorology, his construction of a two-layer model making numerical prediction of developing systems feasible, and his diagnosis of nonlinear instability and prescription for dealing with it, permitting numerical simulation of the general circulation, which he had previously pioneered to be extended to infinite range).
- 1972: Joseph Smagorinsky für seine kreative Führungsrolle in numerischer Modellierung allgemeiner Zirkulation in der Atmosphäre (for his creative leadership in numerical modeling of the general circulation of the atmosphere).
- 1973: Christian E. Junge für seine fruchtbaren Forschungen und seine internationale Führungsrolle in der Untersuchung atmosphärischer Aerosole und der Chemie der Atmosphäre, die unsere Kenntnis der stratosphärischen Sulfat-Schicht, das Aerosol im Stratosphären-Hintergrund und die verwickelten Probleme der Verteilung mariner Aerosole und anderer Themen der chemischen Bilanz der Atmosphäre erweiterten) (for his productive investigations and international leadership in the study of atmospheric aerosols and atmospheric chemistry that have increased our knowledge of the stratospheric sulphate layer, the background tropospheric aerosol, the intricacies of marine aerosol distribution, and other topics important to the chemical budgets of the atmosphere).
- 1974: Heinz H. Lettau für seine herausragenden Forschungserfolge, die zu einem vollständigeren Verständnis der ersten Meile der Atmosphäre führten. Sein Werk wurde wegen seines bemerkenswerten Einfallsreichtums und seiner außerordentlichen Zielstrebigkeit gelobt, von seinem originellen Konzept der Stabilitäts-Längenskala bis zu seinen Pionier-Beiträgen in der Grenzschicht-Dynamik, turbulentem Transfer, in Klimatologie und Oberflächenmodifikation auf Mikroskalen (for his outstanding research achievements leading to a fuller understanding of the atmosphere's first mile. From his original concept of the stability length scale to his pioneering contributions in boundary-layer dynamics, turbulent transfer, climatology, and microscale surface modification, his work has been characterized by remarkable ingenuity and extraordinary dedication to purpose).
- 1975: Charles H. B. Priestley für grundlegende Beiträge zum Verständnis turbulenter Prozesse und von Verbindungen von klein- und großräumiger Dynamik in der Atmosphäre (for his fundamental contributions to the understanding of turbulent processes and the links between small-scale and large-scale dynamics in the atmosphere).
- 1976: Hans A. Panofsky für seine vielen grundlegenden Beiträge zum Verständnis turbulenter Prozesse und Verbindungen von klein- und großräumiger Dynamik in der Atmosphäre (for his many fundamental contributions to the understanding of turbulent processes and the links between small-scale and large-scale dynamics in the atmosphere).
- 1977: Akio Arakawa für seine Formulierung physikalisch realistischer Methoden zur Einbeziehung konvektiver Wolken und von Grenzflächenprozessen in großräumige Vorhersagemodelle der Atmosphäre und seine Beiträge zur numerischen Wettervorhersage (for his formulation of physically realistic methods to incorporate convective clouds and boundary-layer processes into large-scale prediction models of the atmosphere and for his contributions in numerical methods of weather prediction).
- 1978: James W. Deardorff für seine kreative Forschung zur Struktur konvektiver atmosphärischer Grenzflächen und deren Anwendung auf Vorhersagemodelle und Diffusion (for his imaginative research on the structure of the convective atmospheric boundary layer and its applications to prediction models and diffusion).
- 1979: Herbert Riehl für seine herausragenden Analysen tropischer Phänomene, von Studien über spezielle Wolkenformen, tropische Tiefdruckgebiete und Hurrikane zu Passatwind-Inversion und Hadley-Zirkulation. Diese Studien haben unser Verständnis von großen Teilen der Atmosphäre gefördert. (for his outstanding analyses of tropical phenomena, ranging from studies of individual clouds, tropical depressions, and hurricanes, to the trade-wind inversion and the Hadley circulation. These studies have greatly advanced our understanding of a major portion of the atmosphere).
- 1980: Sean A. Twomey für ausgedehnte Beiträge zur Entwicklung auf vielen Gebieten der Wissenschaft der Atmosphäre, einschließlich Wolken-Physik, Physik von Aerosolen, Strahlungstransport und Fernerkundung mit Satelliten (for extensive contributions to the development of many areas of atmospheric science, including aerosol and cloud physics, radiative transfer, and remote sensing from satellites).
- 1981: Roscoe R. Braham Jr. für seine bemerkenswerten Beiträge in Forschung und Forschungsorganisation beim Studium komplexer konvektiver Systeme (for his notable contributions in research and effective leadership in the study of complex convective systems).
- 1982: Cecil E. Leith für seine grundlegenden Beiträge zur Theorie der statistischen Hydrodynamik und deren Anwendung auf die Vorhersagbarkeit von Wetter und Klima (for his fundamental contributions to the theory of statistical hydrodynamics and its application to the assessment of weather and climate predictability).
- 1983: Joanne Simpson für ihre herausragenden Beiträge zu unserem Verständnis konvektiver Wolken und der Rolle der Konvektion in der Bildung und Aufrechterhaltung von Hurrikanen und anderen tropischen ozeanischen Wind-Systemen (for her outstanding contributions to our understanding of convective clouds, and the role of convection in the formation and maintenance of hurricanes and other wind systems over tropical oceans).
- 1984: Bert R. Bolin für seine herausragende Forschung, die unser Verständnis von Atmosphäre und Ozeanen als Umwelt förderten, für bedeutende Beiträge zum Verständnis globaler geochemischer Kreisläufe und seine internationale Führungsrolle und wissenschaftliche Organisation des Global Atmospheric Research Programme. (for his outstanding research enlarging our understanding of the atmosphere and oceans as a milieu, for valuable contributions to the understanding of global geochemical cycles, and for his international leadership in scientific planning of the Global Atmospheric Research Programme)
- 1985: Tiruvalam N. Krishnamurti für grundlegende Beiträge zum Verständnis der Struktur und Entwicklung der tropischen Atmosphäre, insbesondere des Monsuns und seine internationale Führungsrolle im Global Atmospheric Research Programme (for fundamental contributions to the understanding of the structure and evolution of the tropical atmosphere, especially the monsoons, and for international leadership in the Global Atmospheric Research Programme).
- 1986: Douglas K. Lilly für nachhaltige Beiträge und seine geschickte Führungsrolle zur Etablierung der wissenschaftlichen Basis für Meteorologie auf kleinen und mittleren Skalen einschließlich Konvektion, Schwerewellen und Grenzschicht-Turbulenz (for sustained contributions and skilled leadership in establishing the scientific foundations of small- and mesoscale meteorology including convection, gravity waves, and boundary layer turbulence).
- 1987: Michael E. McIntyre für seine originellen und innovativen Arbeiten, die unser theoretisches und konzeptionelles Verständnis der Stratosphäre förderten (for his original and innovative works furthering our theoretical and conceptual understanding of the stratosphere).
- 1988: Brian J. Hoskins für zahlreiche wichtige Beiträge zur numerischen Modellierung und dem Verständnis atmosphärischer Dynamik (for numerous major contributions to numerical modeling and to the understanding of atmospheric dynamics).
- 1989: Richard J. Reed für wesentliche Beiträge für das Verständnis von Polar-Tiefdruckgebieten, tropischen Wellen und der unteren Stratosphäre in den Tropen (for major contributions to our understanding of polar lows, tropical waves, and the tropical lower stratosphere).
- 1990: Yale Mintz für seine herausragende Führungsrolle in der globalen Modellierung des Klimas und seine Rolle als inspirierender Lehrer mehrerer Generationen von Wissenschaftlern (for preeminent leadership in the global modeling of climate, and for inspiring tutelage of several generations of scientists).
- 1991: Kikuro Miyakoda für herausragende Beiträge zur Erweiterung des Zeitrahmens numerischer Wettervorhersage auf Wochen, Monate und Jahreszeiten (for outstanding contributions toward extending the time range of numerical weather prediction to weeks, months, and seasons).
- 1992: Syukuro Manabe für seine Beiträge zum Verständnis der Klima-Dynamik und seine Pionierrolle in der numerischen Vorhersage von Klimawandel (for his contributions to the understanding of climate dynamics and his pioneering role in numerical prediction of climate change).
- 1993: John M. Wallace für innovative und nachhaltige Beiträge zum Verständnis von großskaliger atmosphärischer Zirkulation (for innovative and consequential contributions to the understanding of large-scale atmospheric circulations).
- 1994: Jerry D. Mahlman für Pionier-ARbeit in der Anwendung von Modellen allgemeiner Zirkulation zum Verständnis von Transport und Dynamik in der Stratosphäre (for pioneering work in the application of general circulation models to the understanding of stratospheric dynamics and transport).
- 1995: Chester W. Newton für grundlegende Forschungsbeiträge auf den Gebieten Struktur und Dynamik von Jet-Streams, Fronten, Zyklonen, schweren Stürmen und konvektiven Systemen auf mittlerer Skala und dem allgemeinen Zirkulations-Verhalten der Atmosphäre (for fundamental research contributions in the areas of the structure and dynamics of jet streams, fronts, cyclones, severe storms, and mesoconvective systems; and the behavior of the general circulation of the atmosphere).
- 1996: David Atlas für eine brillante und nachhaltige Führungsrolle auf dem Gebiet der Radar-Meteorologie, für wichtige Beiträge zur Physik der Wolken und Meteorologie auf mittlerer Skala und für seine Inspiration einer neuen Generation von Wissenschaftlern auf diesen Gebieten (for brilliant and sustained leadership in the field of radar meteorology, for important contributions to cloud physics and mesoscale meteorology, and for inspiring new generations of scientists in these fields).
- 1997: Robert E. Dickinson für seine breit angelegten und wichtigen Beiträge zur atmosphärischen Dynamik und der Wissenschaft der Erde als System (for his wide-ranging and important contributions to atmospheric dynamics and to earth system science).
- 1998: Barry Saltzman für seine lebenslangen Beiträge zum Studium der globalen Zirkulation und der Evolution des Erdklimas (for his lifelong contributions to the study of the global circulation and the evolution of the earth's climate).
- 1999: Taroh Matsuno für grundlegende Beiträge zur Theorie der Wellen und ihrer gemittelten Wechselwirkung in geophysikalischen Systemen (for fundamental contributions to the theory of waves and wave mean flow interaction in geophysical systems).
- 2000: Susan Solomon für grundlegende Beiträge zum Verständnis der Chemie der Atmosphäre und der Aufklärung des Rätsels des antarktischen Ozonlochs (for fundamental contributions to understanding the chemistry of the stratosphere and unraveling the mystery of the Antarctic ozone hole).
- 2001: James R. Holton für herausragende Beiträge zur Dynamik der Stratosphäre durch theoretische Fortschritte, einsichtige Verwendung von Modellen und Beiträge zu wichtigen Meßprogrammen (for outstanding advances in the dynamics of the stratosphere through theoretical advances, perceptive use of models, and contributions to key measurement programs).
- 2002: Veerabhadran Ramanathan für grundlegende Einsichten in die Rolle von Wolken, Aerosolen und wichtigen Gasen für  Strahlungsprozesse im Erdklima (for fundamental insights into the radiative roles of clouds, aerosols, and key gases in the earth's climate system).
- 2003: Keith A. Browning für seine Führungsrolle in internationalen Programmen und die Zusammenführung von Beobachtung und Modellen für synoptische Systeme und Systeme mittlerer Skala und Pionierforschung in kurzreichweitiger Vorhersage (for leadership in international programs and synthesis of observations and models dealing with synoptic and mesoscale systems, and for pioneering research on short-range forecasting).
- 2004: Peter J. Webster für langjährige Beiträge zum Verständnis der allgemeinen Zirkulation tropischer Atmosphäre-Ozean-Systemen, durch tiefgehende Forschungsbeiträge und eine exemplarische wissenschaftliche Führungsrolle (for enduring contributions to understanding the general circulation of the tropical atmosphere-ocean system, through insightful research and exemplary scientific leadership).
- 2005: Jagdish Shukla für grundlegende Beiträge und eine inspirierende Führungsrolle beim Verständnis der Variabilität und Vorhersagbarkeit des Klimasystems auf Zeitskalen von Jahreszeiten bis zu globalen Dimensionen (for fundamental contributions and inspired leadership in understanding the variability and predictability of the climate system on seasonal-to-international time scales).
- 2006: Robert A. Houze für grundlegende und langjährige Beiträge zum Verständnis eines breiten Spektrums von Niederschlags-Systemen, ihrer Wechselwirkung mit großräumiger Zirkulation und seiner Führungsrolle in Feldstudien-Programmen (for fundamental and enduring contributions towards the understanding of the broad spectrum of precipitation systems, their interactions with larger scale circulations, and for his leadership of field programs).
- 2007: Kerry Emanuel für grundlegende Beiträge zur Wissenschaft der Feuchte-Konvektion, was zu einem tieferen Verständnis tropischer Zyklone, Wettersystemen in mittleren Breiten und der Klima-Dynamik führte (for fundamental contributions to the science of moist convection that have led to a new and deeper understanding of tropical cyclones, midlatitude weather systems, and climate dynamics).
- 2008: Isaac M. Held für grundlegende Einsichten in die Dynamik des Erdklimas durch das Studium idealisierter dynamischer Modelle und umfangreiche Klima-Simulationen (for fundamental insights into the dynamics of the Earth's climate through studies of idealized dynamical models and comprehensive climate simulations).
- 2009: James E. Hansen für herausragende Beiträge zur Klima-Modellierung, dem Verständnis von äußeren Einflüssen und Sensitivität der Klimaänderungen und klare Darstellung der Klima-Wissenschaften in der Öffentlichkeit (for outstanding contributions to climate modeling, understanding climate change forcings and sensitivity, and for clear communication of climate science in the public arena).
- 2010: Tim Palmer für grundlegende Beiträge zum Verständnis der Rolle nichtlinearer Prozesse für die Vorhersagbarkeit von Wetter und Klima und die Entwicklung von Werkzeugen zur Abschätzung der Vorhersagbarkeit (for fundamental contributions to understanding the role of nonlinear processes in the predictability of weather and climate, and for developing tools for estimating such predictability).
- 2011: Joseph B. Klemp für die Aufklärung der Dynamik von Leewellen und Gewittern und seine Beiträge zur Verbesserung numerischer Techniken und von Modellen (for illuminating the dynamics of mountain waves and thunderstorms, and for his contributions to improvements in numerical techniques and community models).
- 2012: John C. Wyngaard für herausragende Beiträge zur Messung, Simulation und dem Verständnis atmosphärischer Turbulenz (for outstanding contributions to measuring, simulating, and understanding atmospheric turbulence).
- 2013: Dennis L. Hartmann für bedeutende Beiträge zur Kenntnis Strahlungs- und dynamischen Prozessen die zu einem tieferen Verständnis des Klima-Systems führten (for significant contributions to the synthesis of knowledge of radiative and dynamical processes leading to a deeper understanding of the climate system).
- 2014: Owen Brian Toon für grundlegende Beiträge zum Verständnis der Rolle von Wolken und Aerosolen im Klima der Erde und auf anderen Planeten (for fundamental contributions toward understanding the role of clouds and aerosols in the climates of Earth and other planets).
- 2015: Bin Wang für kreative Einsichten die zu bedeutenden Fortschritten im Verständnis von Prozessen in den Tropen und dem Monsun und deren Vorhersagemögichkeit führten (for creative insights leading to important advances in the understanding of tropical and monsoonal processes and their predictability).
- 2016: Edward J. Zipser für grundlegende Beiträge zur tropischen Meteorologie durch einsichtsvolle Analysen der Beobachtungsdaten von Feuchte-Konvektionssystemen und seine nachhaltige Führungsrolle in Luftaufklärungsprogrammen (for fundamental contributions to tropical meteorology through insightful analysis of observed moist convective systems, and for his sustained leadership in airborne field programs).
- 2017: Richard Rotunno For elegant, rigorous work that has fundamentally increased our understanding of mesoscale and synoptic-scale dynamics, especially the role of vorticity in the atmosphere.
- 2018: Kuo-Nan Liou For intellectual leadership and seminal contributions to improving the theory and application of atmospheric radiative transfer and its interactions with clouds and aerosols.
- 2019: Inez Y. Fung For fundamental and pioneering contributions to understanding biosphere-atmosphere interactions through modeling and data assimilation approaches to synthesizing surface and space-based measurements.
- 2020: Julia M. Slingo For cutting-edge research on the physics and dynamics of the tropical atmosphere, leading to significant advances in seamless weather and climate modeling.
- 2021: David S. Battisti For original, insightful contributions to understanding climate variability for phenomena ranging from the El Niño/Southern Oscillation and the Pacific Decadal Oscillation to paleoclimate.
- 2022: Venkatachalam Ramaswamy For outstanding contributions leading to fundamental insights into radiative-climate interactions among greenhouse gases, aerosols and clouds.
- 2023: Bruce Albrecht For fundamental contributions to the measurement and understanding of boundary layer clouds and the turbulent and microphysical processes controlling them.
- 2024: Benjamin Santer For outstanding contributions to comprehending how climate change affects atmospheric structure and behavior based on detection and attribution methods
- 2025: Graeme Stephens, For breakthroughs in understanding how radiation, clouds, and precipitation shape climate system feedbacks by driving the design of innovative Earth observation platforms and their applications.[1]